# 愚园路1018号
愚园路1018号位于中華人民共和國上海市长宁区愚园路1018号，毗邻江苏路站，建筑面积640平方米，有三层，建于1930年代，原是施蛰存的旧居，后一楼改成上海邮政江苏路邮局物流中心兼长宁区邮电（投递）支局（现迁至宣化路1号），邮政迁出后创邑将其改建，並于2018年10月18日开门，成为潮牌百货店集成饮料店并取名為愚园百货公司。